# Stictoptera kebeae
Stictoptera kebeae är en fjärilsart som beskrevs av Embrik Strand 1917. Stictoptera kebeae ingår i släktet Stictoptera och familjen nattflyn. Inga underarter finns listade i Catalogue of Life.